# Újezdec (Hřebečníky)
Újezdec je vesnice, část obce Hřebečníky v okrese Rakovník ve Středočeském kraji.

## Historie
První písemná zmínka o vesnici pochází z roku 1360.

## Obyvatelstvo
| Rok            | 1869 | 1880 | 1890 | 1900 | 1910 | 1921 | 1930 | 1950 | 1961 | 1970 | 1980 | 1991 | 2001 | 2011 | 2021 |
| -------------- | ---- | ---- | ---- | ---- | ---- | ---- | ---- | ---- | ---- | ---- | ---- | ---- | ---- | ---- | ---- |
| Počet obyvatel | 248  | 256  | 229  | 237  | 207  | 193  | 170  | 89   | 74   | 67   | 44   | 38   | 37   | 31   | 28   |
| Počet domů     | 33   | 36   | 36   | 36   | 36   | 36   | 36   | 36   | 23   | 24   | 17   | 30   | 20   | 29   | 30   |

## Obecní správa
Při sčítání lidu v letech 1850–1979 Újezdec byl samostatnou obcí v okrese Rakovník. Od 1. ledna 1980 je částí obce Hřebečníky v okrese Rakovník.

## Pamětihodnosti
- Sýpka u čp. 27